# Le Nouvion-en-Thiérache
Le Nouvion-en-Thiérache település Franciaországban, Aisne megyében. Lakosainak száma 2479 fő (2022. január 1.). Le Nouvion-en-Thiérache Barzy-en-Thiérache, Boué, Buironfosse, Esquéhéries, La Flamengrie, Fontenelle, Leschelle, Papleux és Beaurepaire-sur-Sambre községekkel határos.

## Népesség
A település népességének változása:
| Lakosok száma | 3343 | 3139 | 2905 | 2850 | 2792 | 2669 | 2602 | 2557 | 2531 | 2479 |
|               | 1968 | 1982 | 1990 | 2006 | 2013 | 2015 | 2017 | 2019 | 2020 | 2022 |